# Gaetano Posterino
Gaetano Posterino (* 15. April 1974 in Cosenza) ist ein italienischer Tänzer, Choreograf und Tanzregisseur für Ballett, Tanztheater, Film und Oper.

## Leben
Im Alter von 6 Jahren begann Posterino mit seiner Tanzausbildung an privaten Ballettschulen in Cosenza (Italien). Zunächst ohne Wissen der Eltern nahm ihn eine Nachbarin mit zum Unterricht, dann musste er seine Ziele eine Zeit lang gegen den Widerstand seiner Eltern durchsetzen. Von Magdalena Popa vom National Ballet of Canada als Talent entdeckt und mit einem Stipendium ausgestattet, absolvierte er von 1985 bis 1989 die National Ballet School of Canada in Toronto.
Direkt nach dem anschließenden Abitur in seiner Heimatstadt Cosenza wurde er in Italien für The Micha Van Hoecke Dance, Balletto di Toscana Florenz und an das Nationale Opernhaus in Catania verpflichtet. Wichtige Stationen seiner weiteren internationalen Karriere als Solist und Erster Solist in den Jahren bis 2000 waren das Ballett des Teatro San Martin in Buenos Aires, das San Francisco Ballet, das English National Ballet und Birmingham Royal Ballet, das Luzerner Ballett, die Ventura Dance Company Zürich und das Peter Schaufuss Ballet in Holstebro, Dänemark. Boris Trailine verpflichtete ihn 2001 zu Stars of the XXI Century an das Römische Theater in Verona mit anschließender weltweiter Tournée, während der u. a. zusammen mit Lucía Lacarra als Partnerin tanzte. 2000 holte ihn Ben Van Cauwenbergh kurz zuvor als Ersten Solisten an das Hessische Staatstheater Wiesbaden, wo er bis 2008 blieb.
Er war in über 100 Ländern als Tänzer u. a. in Choreografien von Oscar Araiz, Tarek Assam, George Balanchine, Patrice Bart, Ben Van Cauwenbergh, Nils Christe, Derek Daine, Mats Ek, Antonio Gomez, Jiří Kylián, Enrico C. Musmeci, Marius Petipa, Inbal Pinto, Peter Schaufuss, James Sutherland, Stephan Thoss, Helgi Tómasson, Boris Trailine, Pablo Ventura, Richard Wherlock und Ed Wubbe mit großen Rollen auf der Bühne zu sehen.
Sein choreografisches Debüt gab er 1995 mit Against myself für das Luzerner Ballett auf Tournée an der Opera Mauritius in Port Luis. Seither ist Posterino Choreograf für Ballett, Tanztheater, Film und Oper. Parallel zu seiner Karriere als Tänzer arbeitet er fortan als Künstlerischer Leiter, Choreograf und Ballettmeister für zahlreiche Ballettkompanien, Theater und Tanzfestivals. Gast-Choreografien erarbeitete er bei u. a. für das Hessische Staatsballett bei den Internationalen Maifestspielen Wiesbaden von 2001 bis 2004 sowie für das Ballet Istanbul, das Ballet de Santiago de Chile, das Luzerner Ballet, das Pennsylvania Ballet, das Ballett des Mainfranken-Theater Würzburg oder die Deutsche Tanzkompanie Neustrelitz.
In 2001 berief ihn Achim Thorwald, damaliger Intendant (1996–2002) des Hessischen Staatstheaters Wiesbaden, zum Haus-Choreografen. Dort entstanden, fortgesetzt während der Intendanz von Manfred Beilharz, in den Jahren bis 2007 zahlreiche neue Kreationen für und mit dem Hessischen Staatsballett, darunter abendfüllende Werke wie Armide, Carmen, Carmina Burana, Coppélia, Dornröschen, Platée und Romeo und Julia sowie tourende Publikumslieblinge wie Gina geht aus... oder Time Lock.
Ebenfalls im Jahre 2004 begann er sein Engagement als Künstlerischer Leiter und Hauptchoreograf beim Internationalen Tanztheater Reutlingen, wo er bis 2011 zahlreiche neue Ballett- und Tanztheaterkreationen schuf und die Reihe Internationales Tanztheater I-XI etablierte.
Von 2008 bis 2011 kreierte Gaetano Posterino als Haus-Choreograf während der Ballettdirektion von Robert Conn für das Ballet Augsburg am Theater Augsburg. Besondere Beachtung fanden dort neben ViceVersa die Inszenierung seiner Strawinsky-Trilogie mit Les Noces, Die Geschichte vom Soldaten und Pulcinella oder Rhapsody in Blue.
In weiteren Engagements, Co-Produktionen, Gast-Choreografien sowie mit seiner Posterino Dance Company gastiert er als freischaffender Choreograf europa- und weltweit. Seine über 70 Choreografien waren bislang zu sehen auf über 50 Bühnen in 16 Ländern. Dazu zählen auch Produktionen musikalischer Bühnenwerke wie der Oper Schwanda, der Dudelsackpfeifer, die er 2012, 2014 und 2016 für die Semperoper Dresden und 2014 für das Teatro Massimo Palermo unter der Regie von Axel Köhler choreografierte, oder der Operetten Das Land des Lächelns am Theater Augsburg (2009) und Die Fledermaus am Landestheater Neustrelitz (2024).
Im Jahre 2017 wurde er mit seiner Posterino Dance Company Partner des mehrjährigen, bundesweiten Programms Tanzland, gefördert über den Dachverband Tanz Deutschland aus Mitteln der Kulturstiftung des Bundes.
In der Nachwuchsförderung engagiert er regelmäßig junge Tänzerinnen und Tänzer für Produktionen seiner Posterino Dance Company.
Posterinos Stil mischt klassisches Ballett mit zeitgenössischen Elementen und modernem Tanztheater. In Kritiken wird dieser charakterisiert mit Beschreibungen wie „360 Grad, die sein Kompass zur Verfügung stellt“ oder „Bewegungssprachen-Medley“.

## Ehrungen und Auszeichnungen
Für die Karriere:
- 2021: Premio Danza Calabria Tina Adamo, Rende[19]

Für choreografische Werke:
- 2024: Jugend Tanzt Deutscher Bundesverband Tanz, Dachau, erster Preis für „Second Skin“
- 2011: Wahl der Inszenierung Schwanda, der Dudelsackpfeifer zur Wiederentdeckung des Jahres 2011/2012 durch die Zeitschrift Opernwelt.[20]
- 2007: ÖTR Contest, Wien, zweiter Preis für „Time Lock“
- 2006: USA International Ballet Competition, Jackson, zweiter Preis für „Vivaldi“
- 2006: International Ballet Competition, Varna, zweiter Preis für „Zone“
- 2005: Helsinki International Ballet Competition, Helsinki, erster Preis für „Time Lock“

Als Ballett-Tänzer:
- 2002: Preis Balletto 2000 (Dance Magazine) als einer der aktivsten Tänzer Italiens in Europa
- 1999: „Laudatium“ von Königin Margrethe II. von Dänemark für seine künstlerische Leistung in The man of the past von Peter Schaufuss[21]
- 1991: Silbermedaille beim International Ballet Competition, Varna / Bulgarien
- 1990: Erster Preis beim Primo Concorso Nazionale di Danza Rieti / Italien
- 1990: Erster Preis und Publikumspreis beim Concorso Benetton Treviso / Italien
- 1990: Goldmedaille bei International Dance Competition Dom Perignon Brüssel / Belgien

## Choreografien
Chronologische Aufzählung mit Jahr, Titel, Ensemble und Ort der Uraufführung:
- 1995: Against myself (Luzerner Ballett, Port Louis)
- 1999: Frames (Ballet Istanbul, Istanbul)
- 2001: Carmina Burana (Ensemble Hessisches Staatstheater, Wiesbaden, Regie: Stefan Huber)
- 2001: Platée (Ensemble Hessisches Staatstheater, Wiesbaden, Regie: John Dew)
- 2001: Wild Things (Posterino Dance Company, Aarhus)
- 2002: The Mime – Hommage an Charlie Chaplin (Posterino Dance Company, Wiesbaden)
- 2002: Stimmungen eines Fauns (Posterino Dance Company, Wiesbaden)
- 2002: Cinderella (Hessisches Staatsballett, Wiesbaden)
- 2002: Carmen (Hessisches Staatsballett, Darmstadt)
- 2003: Operalectric (Posterino Dance Company, Wiesbaden)
- 2003: Icarus (Posterino Dance Company, Luzern)
- 2003: Armide (Ensemble Hessisches Staatstheater, Wiesbaden, Regie: Inbal Pinto, Avshalom Pollak)
- 2003: Mobile è la Luna (Hessisches Staatsballett, Wiesbaden)
- 2004: Hemera (Workshop Cast, Luzern)
- 2004: Romeo und Julia (Hessisches Staatsballett, Heilbronn)
- 2004: Vertigo (Posterino Dance Company, Reutlingen)
- 2004: Metamorphose (Hessisches Staatsballett, Wiesbaden)
- 2005: Just at home (Posterino Dance Company, Gießen)
- 2005: Time Lock (Hessisches Staatsballett, Wiesbaden)
- 2005: The Swan (Hessisches Staatsballett, Wiesbaden)
- 2005: Dornröschen (Hessisches Staatsballett, Wiesbaden)
- 2006: Bach Sonate (Hessisches Staatsballett, Wiesbaden)
- 2006: Gina geht aus … (Hessisches Staatsballett, Wiesbaden)
- 2006: Coppélia (Hessisches Staatsballett, Wiesbaden)
- 2006: Zone (Posterino Dance Company, Reutlingen)
- 2006: Vivaldi (Hessisches Staatsballett, Wiesbaden)
- 2007: Weil ich Dich brauche (Posterino Dance Company, Reutlingen)
- 2008: Ein Fremdling überall (Posterino Dance Company, Reutlingen)
- 2008: ViceVersa (Ballett Staatstheater Augsburg, Augsburg)
- 2008: Die Zofen (Theaterensemble Die Tonne, Reutlingen, Regie: Enrico Urbanek)
- 2008: For a smoke (Inklusionstheatergruppe BAFF, Reutlingen)
- 2008: Atmo (Choreografen-Forum, Reutlingen)
- 2009: Hommage an Pina (Posterino Dance Company, Reutlingen)
- 2009: Gravity in space (Posterino Dance Company, Wiesbaden)
- 2009: Das Land des Lächelns (Ensemble Staatstheater Augsburg, Augsburg, Regie: Axel Köhler)
- 2010: Sphere (Posterino Dance Company, Wiesbaden)
- 2010: Rhapsody in Blue (Ballett Staatstheater Augsburg, Augsburg)
- 2010: Les Noces (Ballett Staatstheater Augsburg, Augsburg)
- 2010: Geschichte vom Soldaten (Ballett Staatstheater Augsburg, Augsburg)
- 2010: Olymp Express (Inklusionsensemble SZ Karlsruhe, Karlsruhe)
- 2010: Pulcinella (Ballett Staatstheater Augsburg, Augsburg)
- 2011: Einfach so (Posterino Dance Company, Reutlingen)
- 2011: Vom Dunkeln ins Licht (Ballett Mainfranken-Theater Würzburg, Würzburg)
- 2012: Schwanda, der Dudelsackpfeifer (Ensemble Semperoper, Dresden, Regie: Axel Köhler)
- 2012: Der Soldat (Posterino Dance Company, Wiesbaden)
- 2015: Enemy in the Figure (Posterino Dance Company, Wiesbaden)
- 2015: Novilunio – From Dark to Light (BMICA Company, München)
- 2016: Through Pina’s Eyes (Posterino Dance Company, Wiesbaden)
- 2016: Nell' Aria (BMICA Company, München)
- 2017: Love me if you can! (Posterino Dance Company, München)
- 2017: Silver of a Sky (BMICA Company, Bozen)
- 2018: Bach for One (BMICA Company, München)
- 2018: Breathing Spaces (BMICA Company, München)
- 2019: Time Lapse (Posterino Dance Company, Cosenza)
- 2019: Mondo Paradiso (Posterino Dance Company, München)
- 2019: Pink and Blue (Posterino Dance Company, München)
- 2019: Parad-ox (Posterino Dance Company, München-Pullach)
- 2019: The Grey Area (Arteballetto, Catania)
- 2019: What if (Posterino Dance Company, München)
- 2019: Zwischen Himmel und Dir (Posterino Dance Company, München)
- 2021: Closer (Danza Calabria, Rende)
- 2023: Perfect Addiction (Posterino Dance Company, München)
- 2023: Rise to fall (Danza Calabria, Rende)
- 2024: Die Fledermaus (Ensemble Theater und Orchester Neubrandenburg / Neustrelitz sowie Deutsche Tanzkompanie, Landestheater Neustrelitz, Regie: Max Hoehn)
- 2025: Luft – Der Zyklus der Elemente (Deutsche Tanzkompanie, Schauspielhaus Neubrandenburg)

## Filmografie
Chronologische Aufzählung mit Jahr, Titel und Ort bzw. Medium der Erstausstrahlung:
- 2008: Calabria (Kulturforum Wiesbaden)
- 2017: Entfremdung (Hochschule für Fernsehen und Film München)
- 2018: Chronos (ARD Das Erste)[22]
- 2018: Four Choreography Moods (ARD Das Erste)[23]
- 2021: #no (Schlosspark Nymphenburg, München)